# Porto di Bisceglie
Il porto di Bisceglie è un porto secondario della Puglia.

## Storia

### Dalle origini al XIV secolo

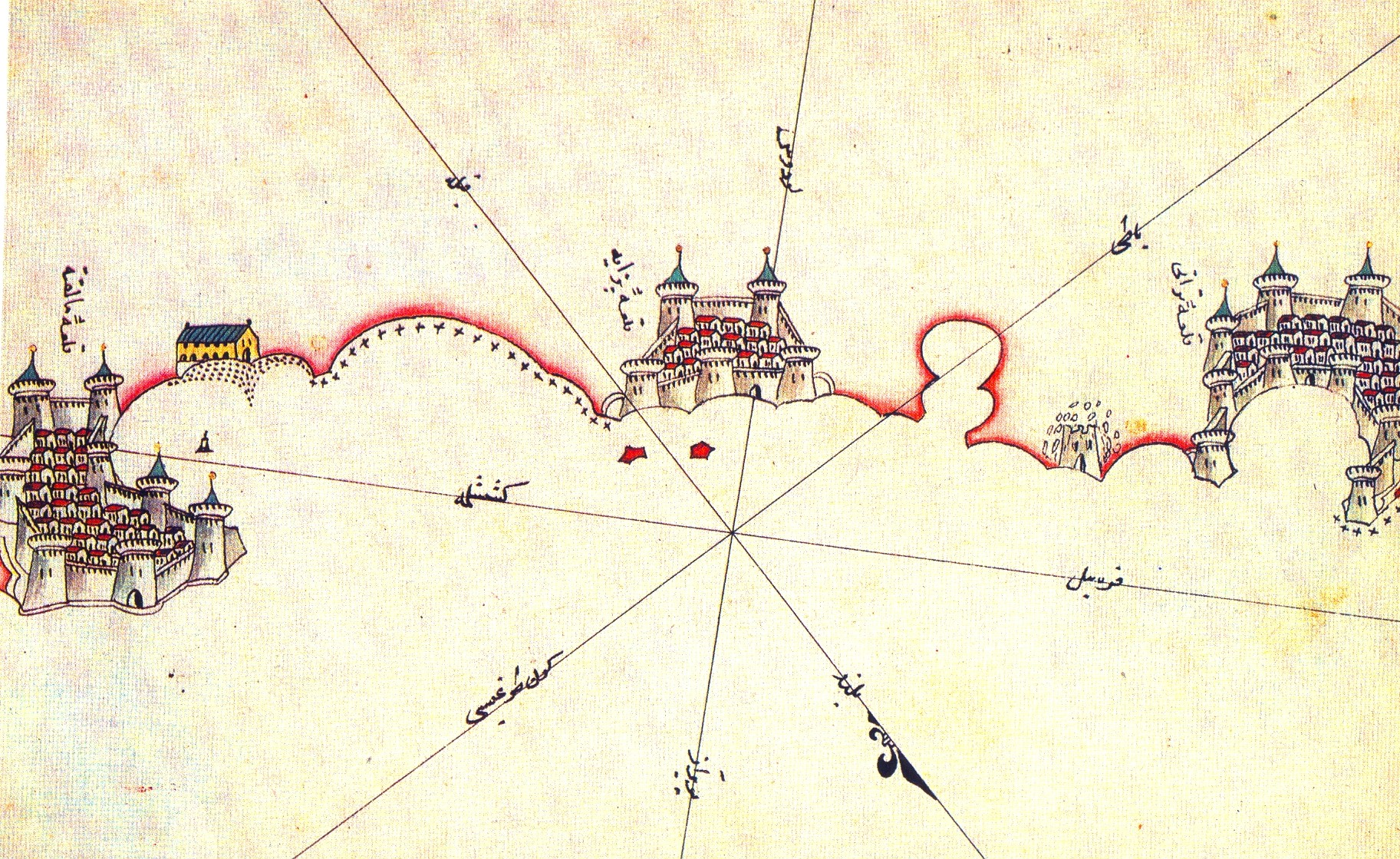
Bisceglie vista dal mare agli inizi del Cinquecento

Il porto di Bisceglie ha origini antiche che coincidono con la storia della stessa città. 
L'antica morfologia del porto di Bisceglie presentò sin dai tempi più remoti delle buone caratteristiche al rifugio di imbarcazioni. Tale insenatura è sempre stata protetta dalle mareggiate provenienti da nord, anche grazie a grossi scogli naturali che si trovavano in corrispondenza dell'attuale innesto del nuovo molo, ed ha offerto una buona protezione dalle mareggiate che arrivavano da est. 
Inoltre, la presenza di una spiaggia con la giusta pendenza in località Salnitro, che consentiva di tirare a secco piccole imbarcazioni, agevolò sin dai tempi più remoti la stabilizzazione di una comunità di pescatori intorno all'insenatura marina.

Nell'XI secolo, mentre Trani redigeva i suoi famosi Ordinamenta Maris (statuti marittimi), la marineria biscegliese stipulava accordi commerciali con i paesi orientali con cui veniva in contatto. Questo attesta la presenza di una significativa comunità marinara che viveva intorno al porto. In questo quadro storico è da segnalare che fra i marinai dell'impresa nella traslazíone Nicolaiana vi era il biscegliese Stefano da Bisceglia.

In un documento del 1211 si richiama un accordo commerciale tra Bisceglie e Ragusa di Dalmazia (l'odierna Dubrovnik) risalente al periodo normanno. Tale accordo garantiva reciprocamente ai marinai dell'una e dell'altra città l'esenzione di alcune tasse sulle merci vendute e l'esenzione di diritti portuali.

In questo periodo, probabilmente si assiste ad una divisione in due zone del bacino, almeno come uso e consuetudine di attracchi. La zona compresa fra il vecchio molo e palazzo Ammazzalorsa è la sede preferenziale per il naviglio di maggiore stazza (mercantile e militare), mentre la spiaggia di Salnitro, ovvero l'attuale scalo di alaggio, è destinato a pescatori.

Nel XIV secolo un proficuo commercio marittimo si svolgeva con le coste dalmate e albanesi, con le isole dell'Egeo e in particolar modo con l'isola di Cipro.

### Il periodo aragonese

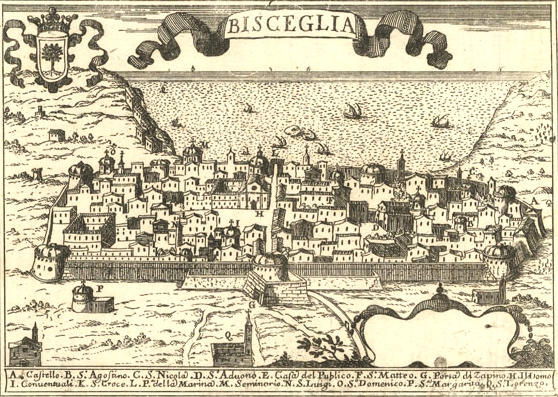
Giovan Battista Pacichelli, veduta di Bisceglie nei primi dei Seicento

Nel periodo aragonese, a seguito del rifacimento delle mura, anche l'ansa portuale subì qualche opera di allineamento in corrispondenza del bastione di San Martino e del “vecchio molo diruto” che si trovava in proiezione dell'antica porta di mare, attualmente murata. In questa epoca è probabile che la settorializzazione del porto (mercantile-militare a est e peschereccio a ovest) venga ufficializzata, ed è attestato da documenti di archivio che il mastro portulano aveva piena facoltà di creare gli ufficiali del porto. 
Inoltre, alla città fu concesso il privilegio di armare proprie galee che venivano costruite e preparate a ridosso della muraglia e in corrispondenza di strada Caldaia ove vi erano le botteghe dei calafatari.

### Il periodo borbonico
Successivamente si rivelò positiva l'opera dei Borboni nei riguardi del porto, del traffico marittimo e della salute della popolazione esposta ai contagi provenienti via mare. Nei primi anni del Settecento per evitare che le acque reflue e putride, i rifiuti di ogni genere, finissero nel porto rovinandolo vennero realizzati opportuni scolatoi nella città.
Nel 1747, sotto il regno borbonico, iniziarono i lavori del molo vecchio, che furono ben presto abbandonati a seguito di una tempesta che ne danneggiò le opere avviate. Le opere, su progetto dell'ingegnere regio Giovanni Buompiede, ripresero nel 1773 e vennero portate a compimento rapidamente con un costo di circa 100.000 ducati. In questo periodo il porto divenne di I categoria perché fu ritenuto il più sicuro di tutto l'Adriatico, dopo quello di Brindisi.
In esso era collocata una modesta flottiglia locale, con navi di piccolo e medio cabotaggio per la navigazione mercantile, che svolgeva una florida attività di commercio marittimo con l'Oriente.

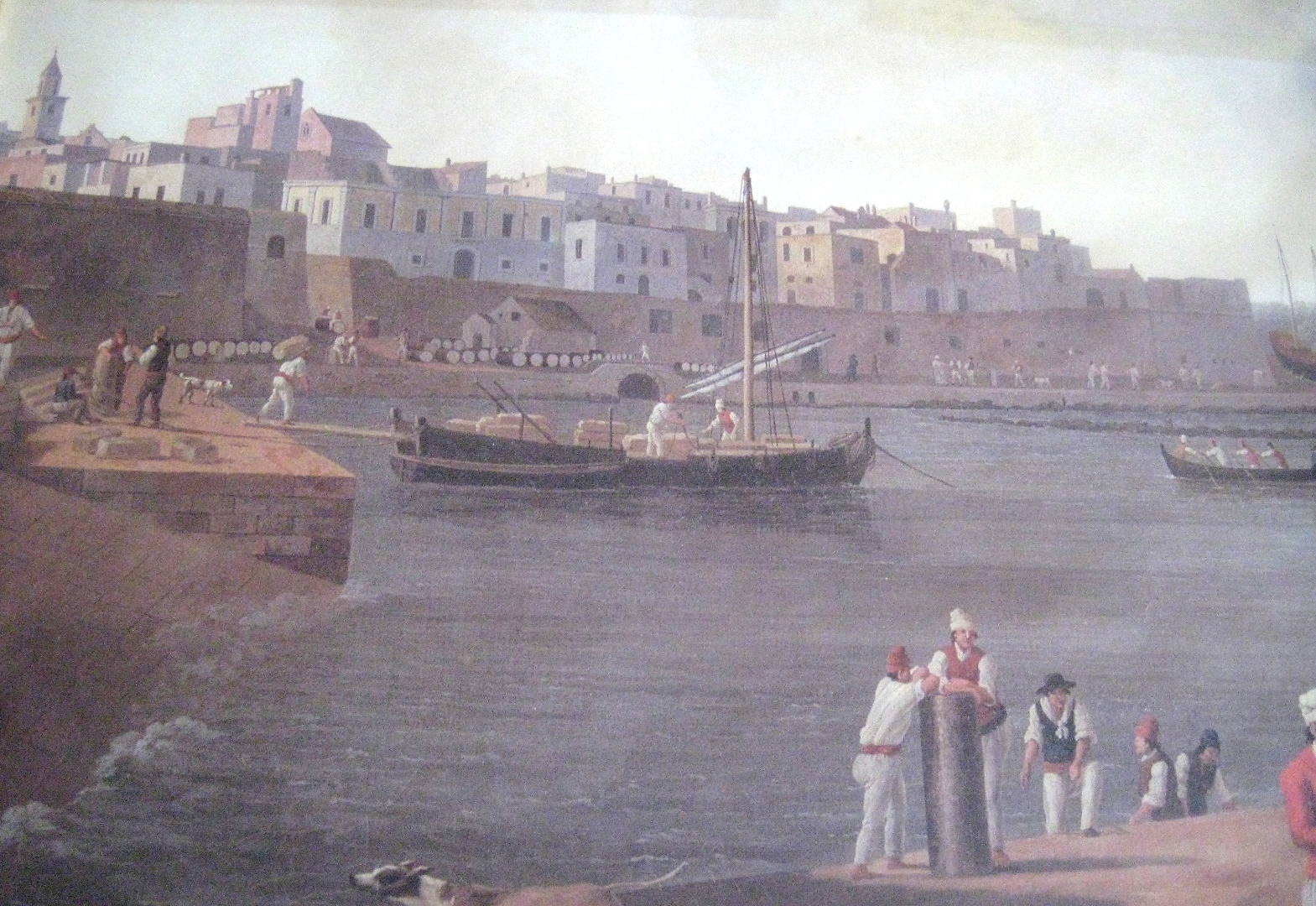
Philipp Hackert, veduta del porto di Bisceglie 1786-1794

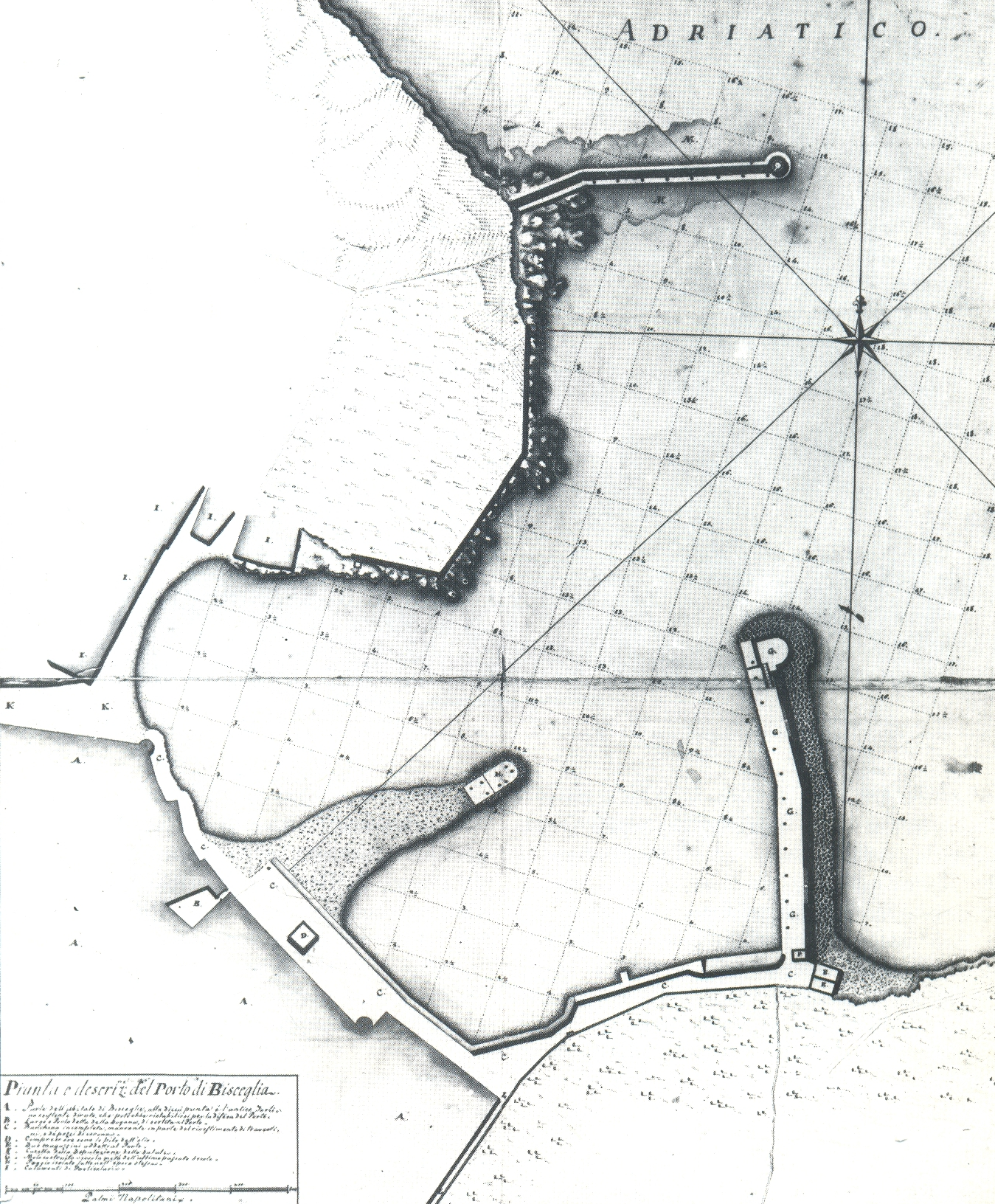
Il progetto di ristrutturazione del porto redatto dall'ingegner Giuseppe Gimma nel 1809

Nel 1786 re Ferdinando IV di Borbone commissionò all'artista Jakob Philipp Hackert una serie di dipinti dei porti del regno di Napoli, che l'artista realizzò fra il 1786 ed il 1794 intraprendendo una serie di viaggi che lo condussero anche nel porto di Bisceglie dove dipinse la veduta del bacino portuale prossima al bastione di San Martino dal vero.
Nel 1798 venne eseguito il dragaggio e, successivamente, la città venne dotata di un progetto significativo, redatto dall'ingegnere Giuseppe Gimma nel 1809, che inquadrava in generale le problematiche e proponeva la soluzione attraverso la costruzione di due moli. Negli anni successivi furono avviati i lavori per la risistemazione del vecchio molo borbonico, ma la realizzazione di un molo di ponente, così come proposta dal progetto Gimma, venne abbandonata.
Nel 1817 il porto decadde nuovamente e fu assegnato alla seconda categoria.

### Dall'Unità d'Italia ai giorni nostri
Intanto, all'indomani della costruzione della ferrovia (1864), il nuovo mezzo di comunicazione giocò un ruolo assorbente nei confronti dei traffici marittimi, mettendo rapidamente in crisi il sistema portuale biscegliese e l'economia su cui si reggeva la gente di mare biscegliese.

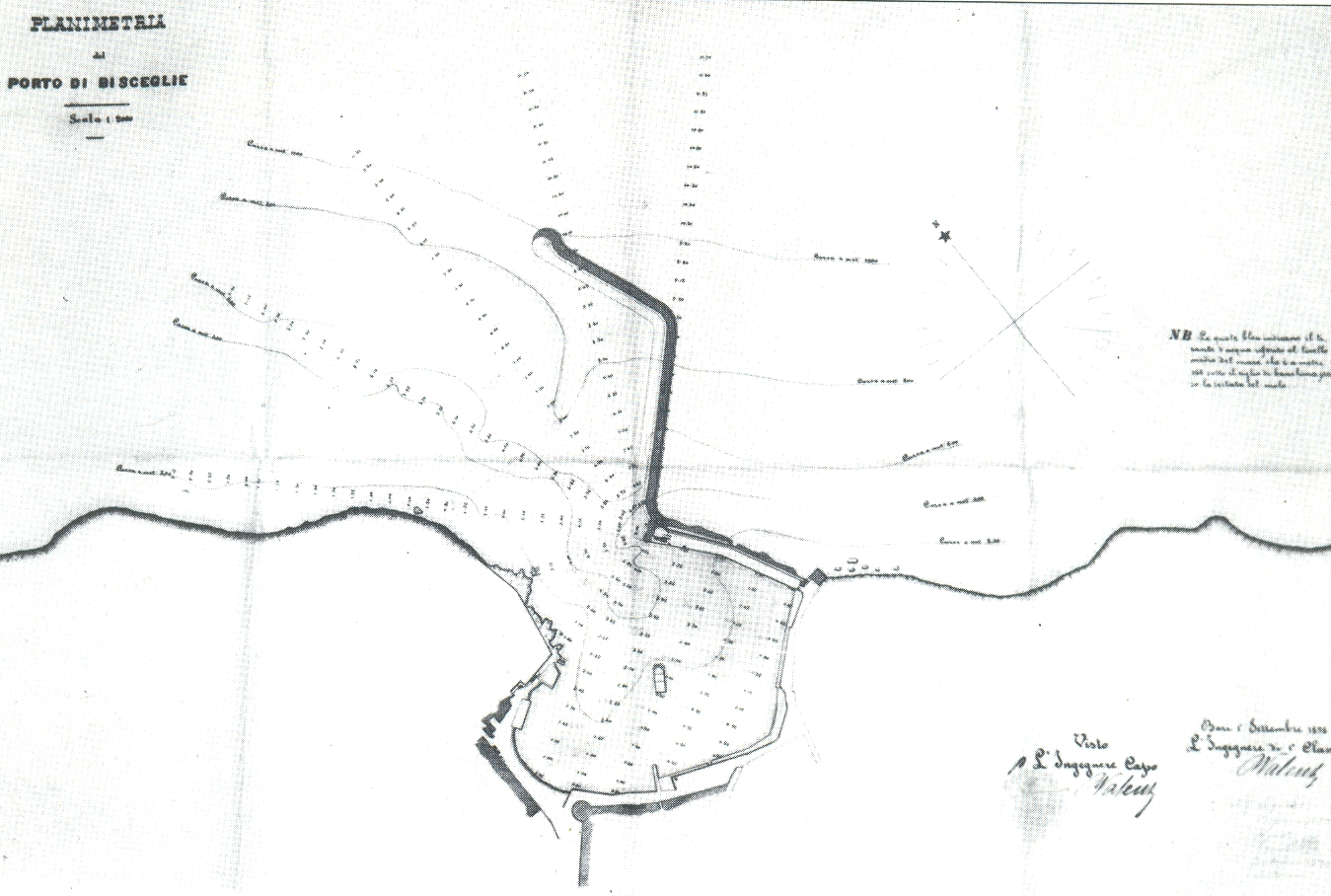
Progetto dell'ing. Valente 1898

Sul finire del XIX secolo, venne presentato un progetto elaborato dall'ing. Valente, che prevedeva il prolungamento del vecchio molo borbonico, sullo stesso modello adottato nei porti di Barletta e di Molfetta.
Agli inizi del Novecento seguirono altri lavori di risistemazione delle banchine, ma si presentavano sempre i problemi derivanti dalle mareggiate da nord.

All'alba del 2 agosto 1916, durante la prima guerra mondiale, alcune navi da guerra austriache bombardarono per circa 40 minuti da est il porto e le adiacenze, danneggiando alcuni edifici e la cinta muraria in corrispondenza del palazzo Ammazzalorsa e provocando alcuni feriti tra la popolazione.

Negli anni che seguirono, durante il fascismo ed il secondo conflitto mondiale, il porto non fu più sede delle storiche attività mercantili, che lasciarono spazio alla pesca svolta con paranze e modesti navigli.
Nel dopoguerra, il formarsi di una considerevole flotta peschereccia collocata nel bacino portuale aprì il dibattito sulla necessità di realizzare un nuovo molo a levante. Il primo progetto, redatto dall'ingegner Antonio Bombini nel 1948, prevedeva la riparazione della diga ad occidente. Nel 1966 fu approvato il piano regolatore del porto, elaborato dall'ingegnere comunale Mauro Ventura, che prevedeva la costruzione di un nuovo molo di ponente. A fronte del nuovo piano furono avviati i lavori per la costruzione della nuova opera, che si conclusero nel 1970. Con la costruzione del molo di ponente, danneggiato da violenti mareggiate del giorni 1, 2, e 3 gennaio 1975, si è rinunciato ad avere nel bacino portuale fondali più alti. Per questo l'orientamento delle attività portuali è ormai rivolto al diporto ed alla pesca.
 
Nel 1967 si aprì il dibattito sulla necessità di costruire un nuovo porto turistico (porto canale) in corrispondenza della lama Paterno, sul confine comunale con Trani. Dopo aspre polemiche il progetto venne abbandonato.

## Descrizione
Il porto di Bisceglie è di tipo peschereccio-turistico. A difesa del bacino che si sviluppa su una superficie di circa 100.000 m² vi sono il molo di ponente (molo nuovo) e la diga di levante (molo borbonico).

Il porto è situato in prossimità del nucleo antico della città, che su di esso si affaccia costituendone l'elemento caratterizzante. All'interno del bacino portuale è situato un piccolo isolotto denominato “La Cassa”, che emerge con alcune bitte.

Le attività legate alla pesca si svolgono quasi interamente sul molo borbonico dove ormeggia la flotta dei pescherecci. In corrispondenza della parte più esterna del vecchio molo i fondali raggiungono la profondità di 4,5 m.

Il porto turistico, invece, è collocato all'interno del bacino portuale storico e lungo l'asse viario che collega i due moli.
Esso dispone di circa 500 posti barca, con ormeggi per le imbarcazioni fino a 25 m. I pontili galleggianti della zona a sud-ovest della darsena sono agganciati ad un nuovo molo realizzato a prolungamento della "Cassa".
Inoltre, all'innesto della diga di ponente è presente una piccola darsena che può ospitare imbarcazioni da diporto; nella zona più a sud sono sistemati alcuni pontili galleggianti gestiti da privati.

Il fondale è fangoso e buon tenitore.

La segnalazione del porto è data dalla presenza di un Fanale verde a luce fissa (portata 5 miglia) disposta sull'estremità del molo di ponente, e dal Fanale a lampi rossi (periodo 3 secondi, portata 8 miglia), disposto sulla testata del molo vecchio di levante.

Attualmente sono in corso i lavori di consolidamento del molo di levante, la costruzione di una diga foranea ad est, la risistemazione del porto turistico e del "waterfront" dell'intero porto.

Negli ultimi anni il porto è stato scelto come tappa del Giro d'Italia a vela.

La sede della Capitaneria di porto è ubicata nell'ex palazzo della dogana, sulla muraglia in prossimità della porta di mare.

## Altre immagini

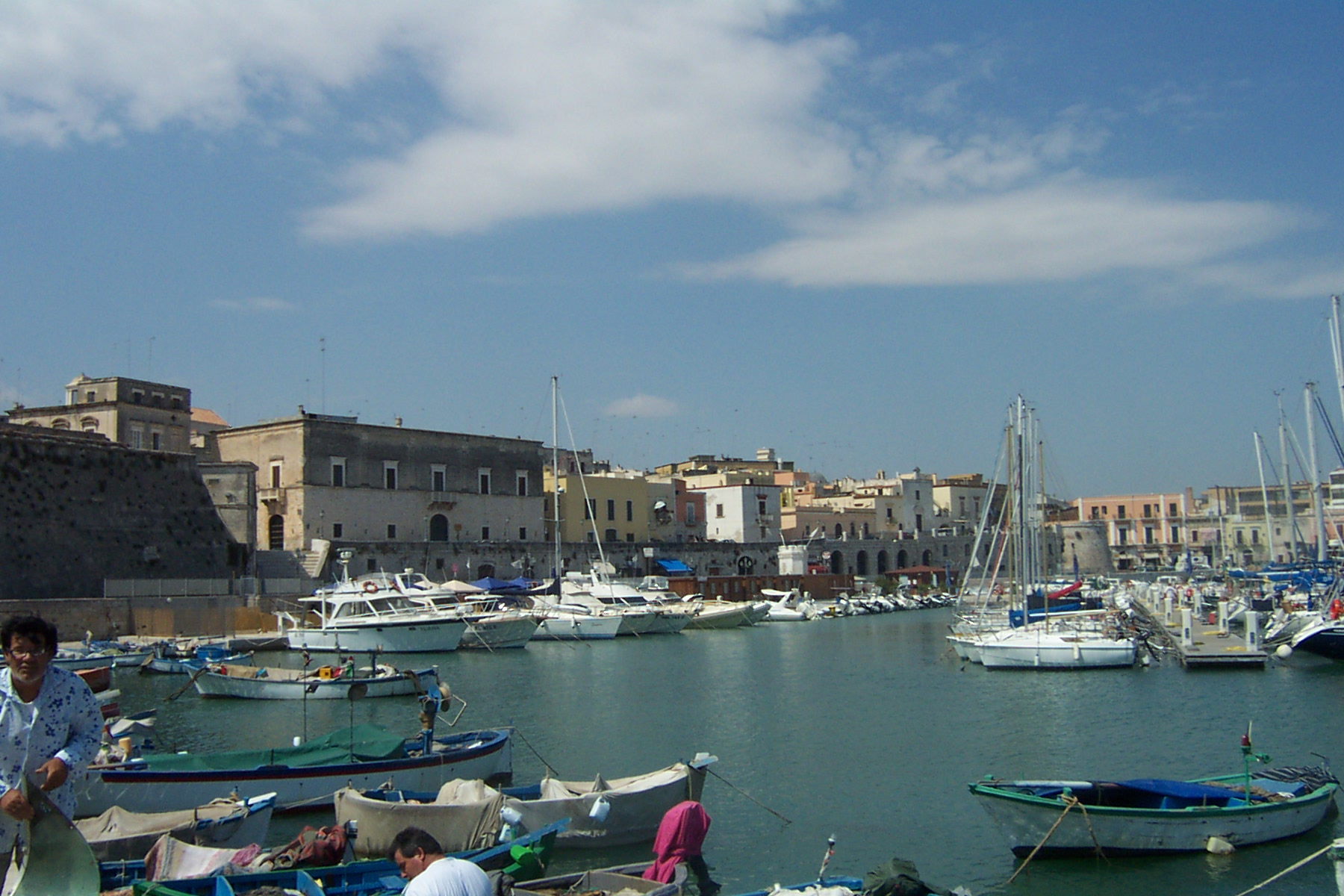
Il porto sul lato del bastione di S. Martino e del palazzo Ammazzalorsa
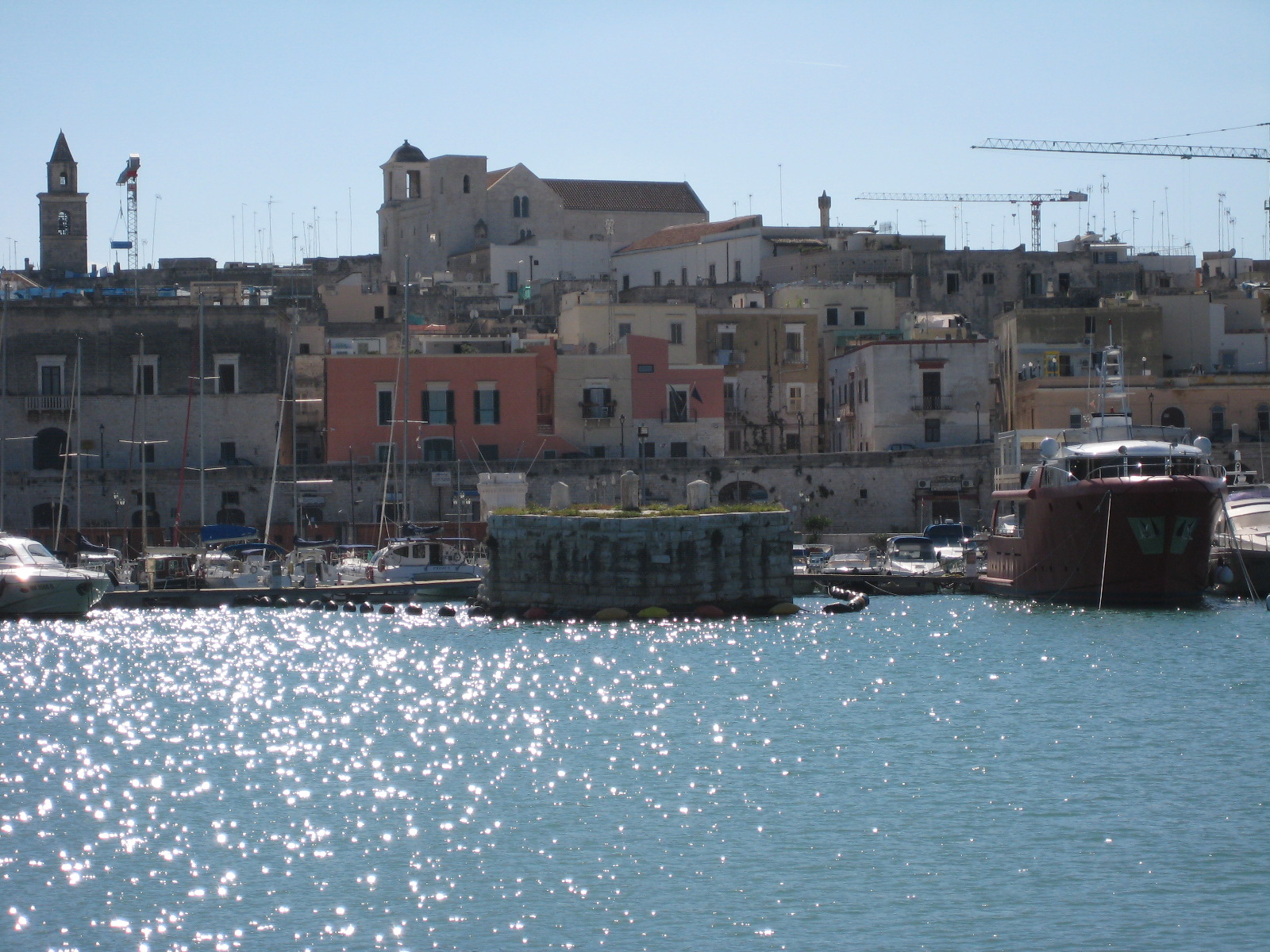
La "cassa" vista dal molo borbonico
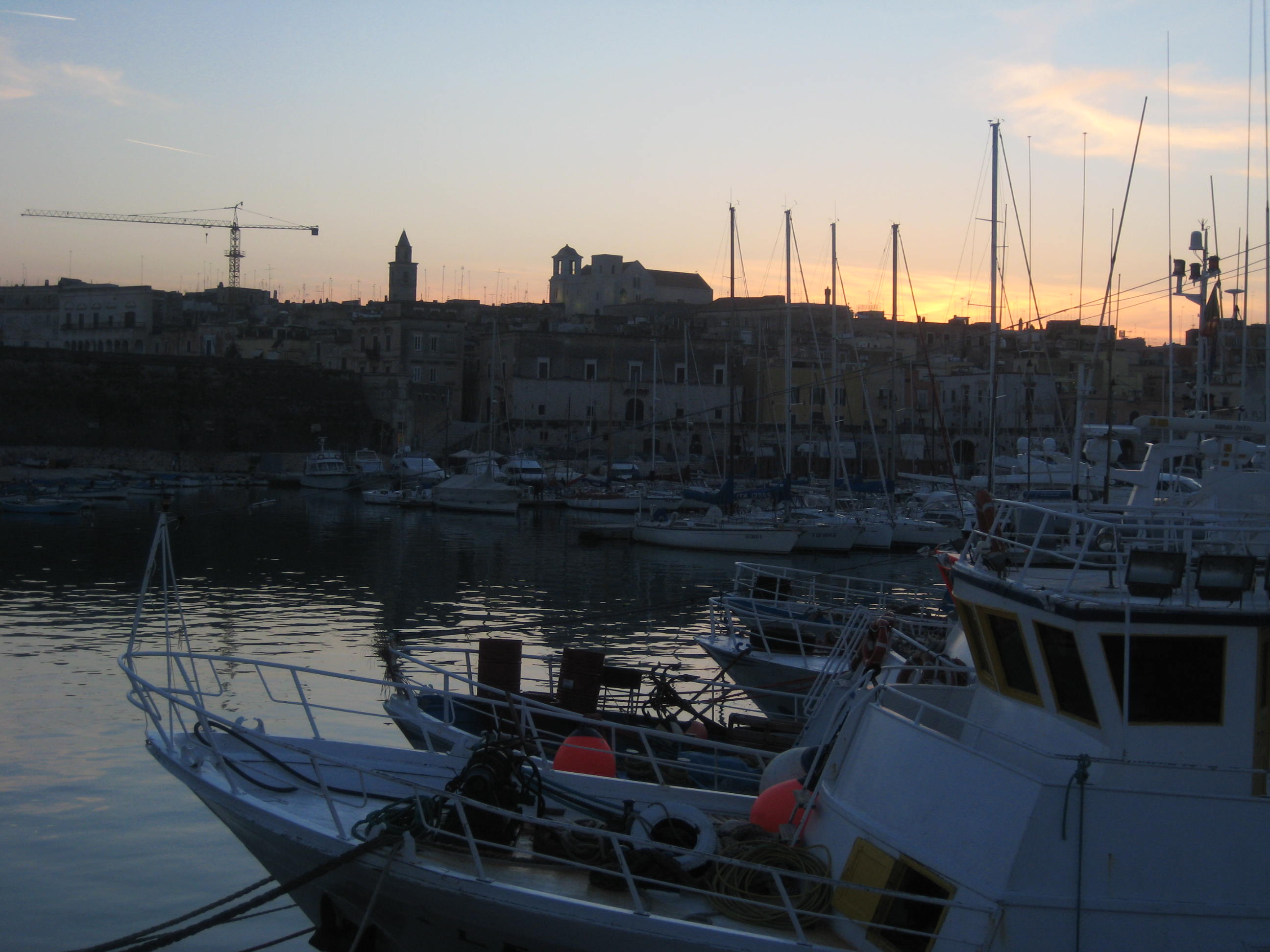
Il porto visto dal molo borbonico
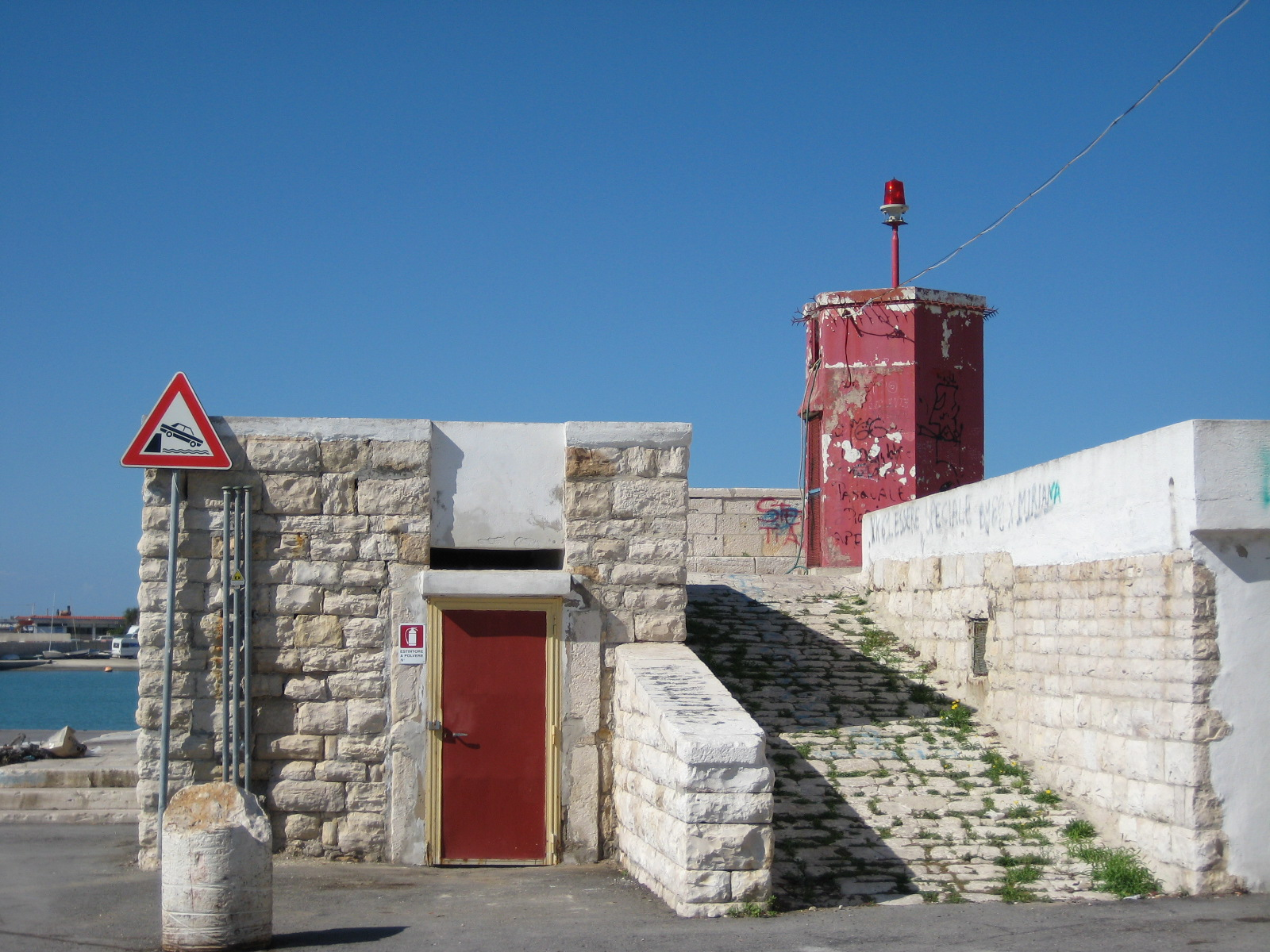
Il fanale a lampi rossi
Il molo borbonico in una veduta agli inizi del Novecento
Il porto agli inizi degli anni Settanta
Il porto nei primi anni del Novecento
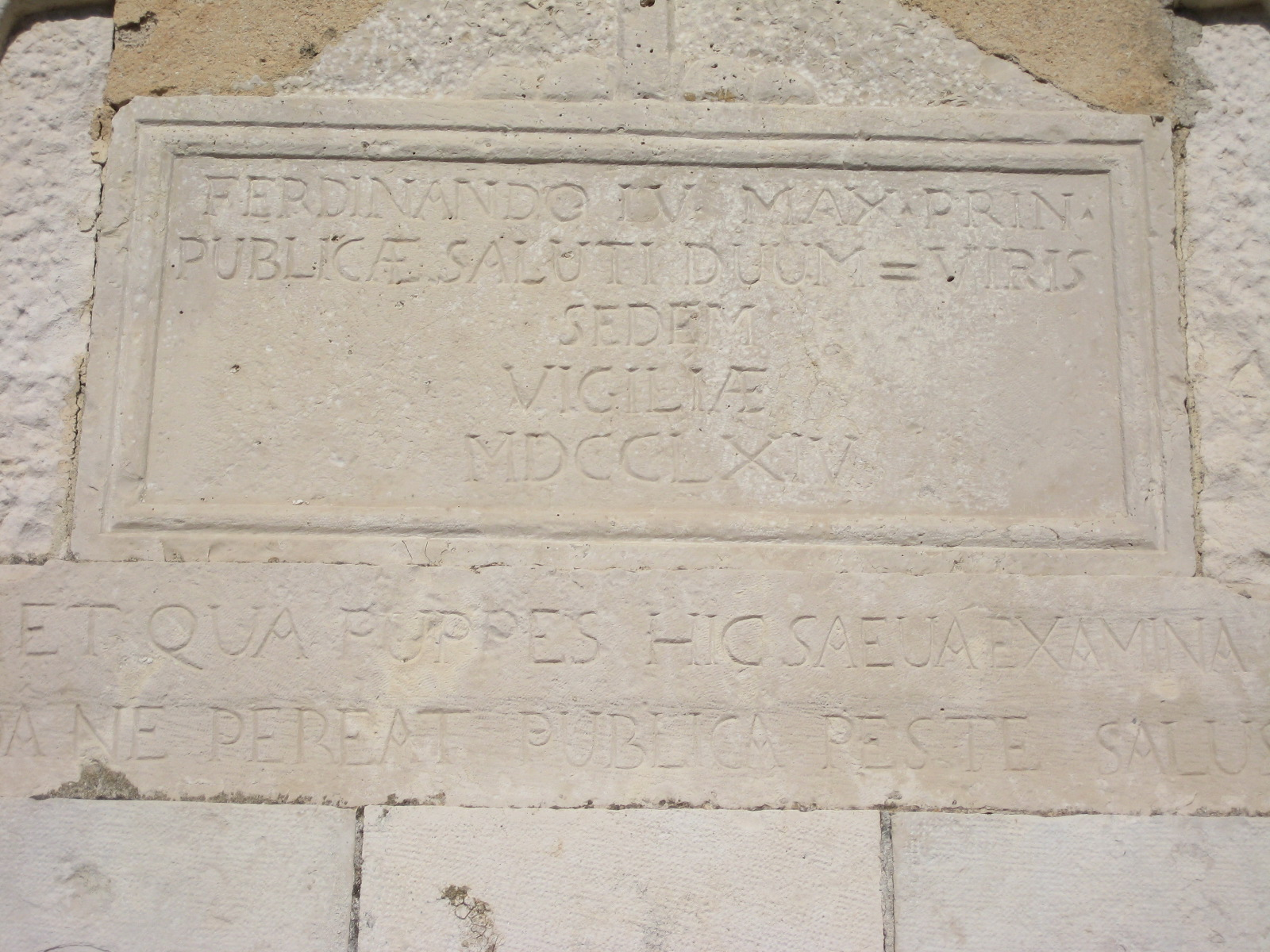
Epigrafe sul molo borbonico in corrispondenza del locale “la sanità”
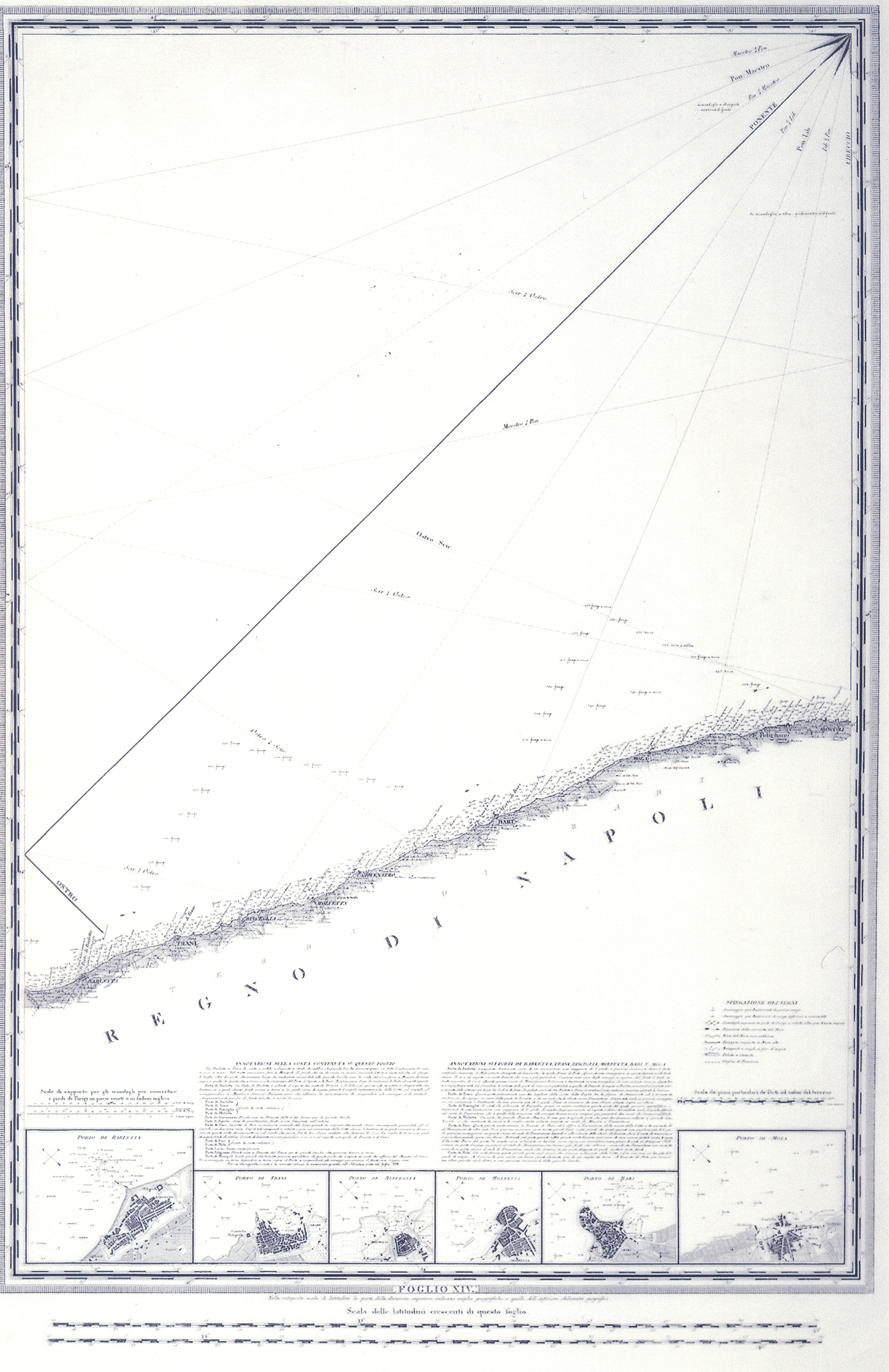
Carta di cabotaggio del mare del 1822